# Восточный удавчик
Восточный удавчик (лат. Eryx tataricus) — вид змей из семейства ложноногих (Boidae). Распространён от восточного побережья Каспийского моря до юга Монголии, запада Китая и северо-запада Индии. Занесён в Красную книгу Туркменистана как вид с ограниченным ареалом (категория III).
Восточный удавчик — возможный прототип олгой-хорхоя.

## Внешний вид
Представители этого вида достигают в длину 1 м, при этом самки обычно на 5—10 см длиннее самцов. Длина детёнышей — 150—200 мм. Хвост тупой и закруглённый, длиной 60—80 мм.
Окраска тела сверху коричневая с желтоватым красноватым или серым оттенком, на спине могут быть чёрно-бурые пятна, по бокам тёмные пятнышки и крапины. Брюхо чаще всего также покрыто чёрно-бурыми пятнышками, реже светлое, без пятен.

## Питание
Рацион составляют в основном ящерицы и грызуны, реже воробьинообразные птицы. Охотится в ночное время.

## Размножение
Яйцеживородящий вид. Длина новорождённых змей — 150—200 мм.